# Kārlis Ozoliņš
Kārlis Ozoliņš (ur. 31 sierpnia 1905, zm. 15 sierpnia 1987) – radziecki i łotewski polityk, przewodniczący Prezydium Rady Najwyższej Łotewskiej SRR w latach 1952-1959.
W 1926 wstąpił do Komunistycznej Partii Łotwy, za działalność komunistyczną był więziony od 1927 do 1930 i ponownie od 1931 do 1937. Od 1940 członek KC KPŁ. Od 1951 wiceprzewodniczący, a od 10 marca 1952 do 27 listopada 1959 przewodniczący Prezydium Rady Najwyższej Łotewskiej SRR. 1960-1961 ponownie wiceprzewodniczący Prezydium Rady Najwyższej Łotewskiej SRR. Delegat na XX i XXI Zjazd KPZR. Deputowany Rady Najwyższej Łotewskiej SRR od 3 do 5 kadencji. Odznaczony trzema Orderami Lenina.